# João de Meneses (1470–1508)
D. João de Meneses (ou D. João da Cunha), o Ladrão (c. 1470 - Arzila, outubro de 1508) Militar português.
D. João era filho de D. Pedro de Meneses, 1° conde de Cantanhede,  e de D. Leonor de Castro.

## Marrocos
Participou da batalha de 1495 entre os portugueses chefiados pelo seu tio D. João de Meneses, capitão de Arzila (e mais tarde de Azamor), e os alcaides marroquinos Barraxa (Mulei Ali ibne Raxide, de Xexuão), & Almandarim (Cide Almandri II, de Tetuão). Depois de D. Rodrigo Coutinho, capitão interino de Arzila, ter sido desbaratado por estes alcaides, D. João de Meneses (tio) tinha ocupado o cargo de capitão da dita vila, e decidiu em primeiro lugar reduzir as aldeias que se tinham rebelado, à obediência.
A batalha deu-se contra um número de mouros muito superior ao que era previsto, porque esses famosos adailes Barraxa e Almandarim, tinham voltado,  "com Muça e Acobe, alcaides do rei de Fez (Maomé Xeique)" com duas mil lanças, e oitocentos homens de pé.
A armada de D. João de Meneses, com a ajuda do adail de Tânger, Pedro Leitão, apenas era constituida de 200 cavaleiros.
Dividiu então a armada em três exércitos. O primeiro confiado a Pedro Leitão, de Tânger; o segundo confiou-o a nosso  D. João de Meneses, de alcunha o ladrão , seu sobrinho,  com trinta cavalos; e o resto reservou-o para ele mesmo.
Os mouros, ao vê-los tão poucos, confiados no seu número, não se organizaram e atacaram. Os de Tânger receberam-nos, com muito ânimo, durante um bom tempo, antes de se retirarem pouco a pouco. Chegaram então os cavaleiros de D. João ladrão , que atacando os mouros por outro lado, deram nova confiança aos primeiros, que voltaram a suster o combate.
Pareceu então a D. João de Menezes, tempo oportuno para avançar "com o restante das forças, e o fez com tanto valor e fortuna, que os mouros, depois de de alguma resistencia, começaram a ceder. Apertando-os o capitão (…) poz por fim em fuga, os mouros ", "& lhe foy no alcanse mais de duas léguas, matando quatrocentos, & dezoito de cavallo, & cativando vinte, & oito; & hum rico despojo em que entravão oitenta, & cinco cavallos de preço, & todas as bandeiras dos alcaides, que mandou a este Reyno. "

## Morto por um lião
Bernardo Rodrigues, nos seus Anais de Arzila, p. 404-405 do primeiro volume conta-nos como D. João foi morto por um lião, que o feriu perto de Arzila (assim como a D. João Coutinho, futuro capitão de Arzila, mas este sarou), onde veio a falecer sem que o tratamento de mestre Diogo, físico de Tânger, lhe valesse. Isto aconteceu "antes poucos dias que os mouros entrassem e saqueasem Arzila" (Outubro de 1508).
Sua mulher, D. Guiomar Coutinho, voltou então para Portugal, com o filho deles, Manuel, aínda criança, onde pouco tempo mais tarde foi assassinada pelas suas escravas mouras que tinha trazido de Arzila. Também tentaram raptar o filho, mas não conseguiram e foram capturadas e enforcadas (Anais p. 406).
Conta também Bernardo Rodrigues, que a casa deles em Arzila, ficou para Tristão Vogado, que tambêm pouco tempo depois foi morto por o mesmo, ou outro, lião. Por isso a casa ficou abandonada até o despejo de Arzila, em 1549.

## D. Manuel
O filho de D. João, D. Manuel de Meneses, voltou mais tarde para Marrocos, onde foi fronteiro em Azamor, e capitão interim de Arzila dois meses, de Avril a Junho de 1523, onde foi desbaratado e morto por gente de el-rei de Fez.